# Đuro IV. Gruzijski
Đuro IV. Gruzijski (gruz. ლაშა გიორგი; Lasha Giorgi) (1191. – 1223.), član dinastije Bagrationi, je bio gruzijski kralj u razdoblju od 1213. do 1223. godine.
Sin gruzijske kraljice Tamare i Davida Soslana, proglašen je, uz njegovu majki, suvladarom 1207. godine. Kneževao je u (današnjoj južnoj gruzijskoj pokrajini) Džaveketiji, sa središtem u Alastaniju. Nastavio je provoditi politiku svoje majke, jačanjem feudalne države.
1210. godine ugušio je pobunu susjednih muslimanskih vazalskih država. Deset godina poslije, spremao je veliku podršku Križarima u pohodu na Jeruzalem. Međutim, u tome ga je spriječila navala Mongola na gruzijske granice. Prva mongolska ekspedicija porazila je dvije gruzijske vojske 1221. – 1222. godine. Gruzijci su pretrpili velike gubitke, a u ratu i sâm kralj teško ranjen. To je i prouzrokovalo i njegovu preranu smrt u 31. godini. Naslijedila ga je sestra Rusudan.
Đuro IV. je bio poznat kao vrlo slobodoumna osoba i često je kritiziran od strane konzervativnog društva. Plemsto i svećenstvo odbilo je priznati njegovu suprugu za kraljicu, pošto je bila djevojka iz obične obitelji. Kralj je zbog toga učinio kompromis i razveo se od nje, ali je odbio oženiti ijednu drugu.
Srednjovjekovni izvori opisuju Đuru IV. kao mudrog vladara i hrabrog ratnika. No, drugi ukazuju na njegov nemoralan stil života i ovisnost o misticizmu, čak i sufizmu.
Sahranjen je u manastiru Gelati.

## Vanjske poveznice
- Ujedinjenje srednjovjekovne Gruzije (en)  Arhivirana inačica izvorne stranice od 2. srpnja 2004. (Wayback Machine)